# Iztaro
Iztaro es una localidad del estado mexicano de Michoacán. Es parte del municipio de Salvador Escalante.

## Toponimia
El nombre «Iztaro» proviene de los términos en purépecha: yesta, nieve; ro, locativo. Su significado es «Lugar nevado».

## Demografía
| Gráfica de evolución demográfica |
|                                  |

| Censo | Población |
| ----- | --------- |
| 1900  | 268       |
| 1910  | 586       |
| 1921  | 652       |
| 1930  | 537       |
| 1940  | 621       |
| 1950  | 697       |
| 1960  | 755       |
| 1970  | 1060      |
| 1980  | 1079      |
| 1990  | 1314      |
| 2000  | 1559      |
| 2010  | 1567      |
| 2020  | 1372      |